# Daddy's Home (2015)
Daddy's Home is een Amerikaanse komische film uit 2015 van Sean Anders. De hoofdrollen worden vertolkt door Will Ferrell en Mark Wahlberg, wat de tweede samenwerking vormt voor de twee acteurs na The Other Guys uit 2010.

## Verhaal
Brad Whitaker tracht een goede stiefvader te zijn voor de kinderen van zijn vrouw Sara, Megan en Dylan. Wanneer hun biologische vader, Dusty Mayron, terug in beeld komt, begint echter een strijd om de liefde van de kinderen. Zowel Brad als de kinderen zijn onder de indruk van Dusty. Dit drijft Brad tot het uiterste en hij bedrinkt zich tijdens een basketbalwedstrijd. In dronken toestand slaat hij per ongeluk een cheerleader en een gehandicapt kind, waarna Sara hem uit huis zet. Dusty bereikt hiermee zijn doel om zijn ex-vrouw en kinderen terug voor hem te winnen. Wanneer blijkt hoeveel verantwoordelijkheden hierbij komen kijken, probeert hij opnieuw te ontkomen. Brad gaat hem terughalen op de luchthaven en weet zichzelf te herenigen met zijn gezin. Dusty stemt uiteindelijk in met co-ouderschap en koopt een huis aan de andere kant van de straat.

## Rolverdeling
| Acteur              | Personage              |
| ------------------- | ---------------------- |
| Will Ferrell        | Brad Whitaker          |
| Mark Wahlberg       | Dusty Mayron           |
| Linda Cardellini    | Sara                   |
| Scarlett Estevez    | Megan                  |
| Owen Vaccaro        | Dylan                  |
| Hannibal Buress     | Griff                  |
| Thomas Haden Kerk   | Leo Holt               |
| Bobby Cannavale     | Dr. Emilio Francisco   |
| Bill Burr           | Jerry                  |
| Jamie Denbo         | Doris                  |
| Alessandra Ambrosio | Karen                  |
| John Cena           | Roger                  |
| Mark L. Young       | mondhygiënist          |
| Paul Scheer         | DJ The Whip            |
| Billy Slaughter     | man in octo gelijkspel |
| Chris Henchy        | Jason Sinclair         |
| Kobe Bryant         | zichzelf               |

## Vervolg
Een vervolg, Daddy's Home 2 , werd uitgebracht op 10 november 2017.